# Гипотрофия
Гипотрофия (греч. υποτροφια, лат. hypotrophia) — хроническое расстройство питания у детей, преимущественно раннего возраста, характеризующееся развитием истощения с дефицитом массы тела. Протекает со значительным снижением иммунитета, роста кожи и подкожной клетчатки, а также нарушением многих жизненно важных функций организма ребёнка.

## Причины
Причины могут быть как экзогенными, вызванными недостатком поступления в организм питательных веществ; так и эндогенными, связанными с нарушением их усвоения.
Различают врождённую (пренатальную) и приобретённую (постнатальную) гипотрофию.

## Степени выраженности
- При гипоторофии I степени толщина подкожно-жировой клетчатки заметно снижается на животе. Дефицит массы тела относительно возрастной нормы не превышает 20 %. Самочувствие и общее состояние ребёнка в норме.
- При гипоторофии II степени потеря массы тела составляет 25-30 %. Подкожный жировой слой на животе значительно уменьшен, заметно его истончение на туловище и конечностях. Ребёнок вял, отстаёт в росте и нервно-психическом развитии.
- При гипоторофии III степени потеря массы тела составляет более 30 %. Явные признаки истощения, кожные покровы бледно-серого цвета, морщинистые, практически полностью отсутствует подкожный жировой слой[2].